# Campeonato Paulista 1955
In 1955 werd het 54ste Campeonato Paulista gespeeld voor voetbalclubs uit de Braziliaanse staat São Paulo. De competitie werd georganiseerd door de FPF en werd gespeeld van 30 mei 1955 tot 15 januari 1956, al werd er nog één wedstrijd gespeeld pas op 31 mei 1956. Santos werd kampioen.

## Eindstand

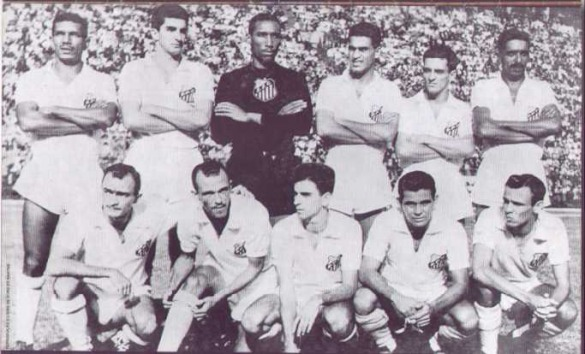
Team van Santos dat 20 jaar na eerste titel de tweede titel pakt.

| Plaats | Club             | Wed. | W  | G  | V  | Saldo | Ptn. |
| ------ | ---------------- | ---- | -- | -- | -- | ----- | ---- |
| 1.     | Santos           | 26   | 19 | 2  | 5  | 71:40 | 40   |
| 2.     | Corinthians      | 26   | 18 | 3  | 5  | 54:32 | 39   |
| 3.     | São Paulo        | 26   | 16 | 6  | 4  | 72:37 | 38   |
| 4.     | Palmeiras        | 26   | 15 | 5  | 6  | 60:43 | 35   |
| 5.     | Portuguesa       | 26   | 13 | 3  | 10 | 61:47 | 29   |
| 6.     | Guarani          | 26   | 11 | 5  | 10 | 48:44 | 27   |
| 7.     | XV de Jaú        | 26   | 6  | 10 | 10 | 45:49 | 22   |
| 8.     | Taubaté          | 26   | 7  | 7  | 12 | 48:50 | 21   |
| 9.     | Ponte Preta      | 26   | 7  | 7  | 12 | 44:52 | 21   |
| 10.    | XV de Piracicaba | 26   | 8  | 5  | 13 | 50:64 | 21   |
| 11.    | São Bento        | 26   | 7  | 6  | 13 | 37:58 | 20   |
| 12.    | Linense          | 26   | 5  | 9  | 12 | 37:59 | 19   |
| 13.    | Noroeste         | 26   | 4  | 9  | 13 | 39:57 | 17   |
| 14.    | Jabaquara        | 26   | 5  | 5  | 16 | 33:67 | 15   |

|  | Kampioen |

### Kampioen
| Campeonato Paulista de 1955 |
| São Paulo                   |
| --------------------------- |
| SANTOS Kampioen (2° titel)  |

## Topschutter
| Speler            | Speler      | Goals | Club   |
| ----------------- | ----------- | ----- | ------ |
| Vlag van Brazilië | Del Vecchio | 23    | Santos |